# Lucian Blaga

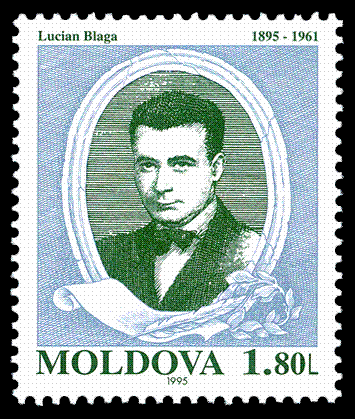
Lucian Blaga (moldawische Briefmarke 1995)

Lucian Blaga (Ausspracheⓘ; * 9. Mai 1895 in Lancrăm; † 6. Mai 1961 in Cluj) war ein rumänischer Philosoph, Journalist, Dichter, Übersetzer, Wissenschaftler und Diplomat. 1936 wurde er zum Mitglied der Rumänischen Akademie ernannt.

## Kindheit
Blaga wuchs in Lancrăm als eines von neun Kindern einer orthodoxen Pfarrerfamilie auf. Seine Kindheit stand, wie er selbst bezeugt, „unter dem Zeichen eines unwirklichen Fehlens von Worten“; der künftige Dichter – der selbst später in einem Vers über sich sagen sollte Lucian Blaga e mut ca o lebădă (Lucian Blaga ist stumm wie ein Schwan) – konnte bis zum Alter von vier Jahren nicht sprechen.
Seine ersten Schuljahre (1902–1906) verbrachte er in der deutschen Grundschule in Mühlbach, danach besuchte er das Lyzeum „Andrei Șaguna“ in Kronstadt (1906–1914), wo sein Verwandter Iosif Blaga, Verfasser des ersten rumänischen Textes über die Theorie des Dramas, unterrichtete. Ab dieser Zeit beschäftigte er sich mit dem Werk Friedrich Schillers.
Nach dem Tod seines Vaters zog die Familie 1909 nach Mühlbach.

## Erste Veröffentlichung
1910 erschien sein Gedicht Pe țărm („An der Küste“, 1910) in der Zeitung Tribuna aus Arad. 1914 veröffentlichte Românul seine Studie Reflecții asupra intuiției lui Bergson (Überlegungen zur Intuition bei Bergson).
1911 reiste er nach Italien, wo er seine Zeit mit der Suche nach philosophischen Werken in Bibliotheken und mit dem Besuch archäologischer Stätten verbrachte.

## Studium
Von 1914 bis 1916 studierte Blaga an den theologischen Fakultäten von Hermannstadt und Großwardein. Im Frühjahr 1916 besuchte er Wien, wo er mit dem Expressionismus in Berührung kam. 1917 schloss er seine Studien mit dem Titel Lizenziat ab und studierte dann bis 1920 an der Universität Wien Philosophie und Biologie und promovierte zum Doktor der Philosophie und der Biologie. In Wien lernte er seine spätere Frau Cornelia Brediceanu kennen.

## Werke
Sein erstes Drama Zamolxe erschien 1920 in der Zeitung Voința. Die Rumänische Akademie erkannte ihm dafür 1921 den Adamachi-Preis zu. Auch die Universität Klausenburg zeichnete das Stück 1922 aus. In diesem Jahr erschienen auch seine ersten Gedichtübersetzungen in deutscher Sprache in der Czernowitzer Zeitschrift Die Brücke. 1924 und 1925 wohnte er in Lugosch und war Redakteur der Zeitungen Voința und Patria, Direktoriumsmitglied der Zeitschrift Cultura und ständiger Mitarbeiter der Zeitschriften Gândirea, Adevărul literar și artistic und Cuvântul.
1937 wurde er Mitglied der Rumänischen Akademie; seinen Antrittsvortrag hielt er über das Thema „Lobrede auf das rumänische Dorf“ (Elogiul satului românesc). Im Jahr 1939 wurde er Professor für Kulturphilosophie an der Universität Klausenburg.
Nach dem Zweiten Wiener Schiedsspruch (der Nord-Siebenbürgen zu Ungarn schlug) begleitete er die Universität Klausenburg zu ihrer Zufluchtsstätte in Hermannstadt (1940–1946). 1946 wurde er Dozent (conferențiar) der literarischen und philosophischen Fakultät (1946–1948) und hatte bedeutenden Einfluss im Hermannstädter Literaturkreis (Cercul literar de la Sibiu) und auf Ion Desideriu Sârbu. 1943 war er Redakteur der Zeitschrift Saeculum, die ein Jahr lang erschien. Er war als Professor tätig bis 1948, als er seinen Lehrstuhl verlor und entlassen wurde. Bis 1960 durfte er keine eigenen Texte mehr veröffentlichen, sondern nur noch Übersetzungen.
1956 wurde er für den Literaturnobelpreis nominiert, jedoch protestierte die rumänische Regierung gegen seine Nominierung.
Am 6. Mai 1961 starb Blaga in Cluj. Drei Tage später, an seinem 66. Geburtstag, wurde er in Lancrăm beerdigt.

## Diplomatische Aktivitäten
1926 trat Blaga in den diplomatischen Dienst und hatte nacheinander den Posten eines Kulturattachés bei den rumänischen Vertretungen in Warschau, Prag, Lissabon, Bern und Wien inne. 1936–1939 war er Unterstaatssekretär des Außenministeriums und von 1938 bis 1939 Gesandter mit unbeschränkter Vollmacht in Portugal.

## Charons Kahn
Nach seiner Entfernung von seinem Lehrstuhl 1948 arbeitete Blaga an der Klausenburger Zweigstelle des geschichtswissenschaftlichen Instituts der Akademie. 1949 bis 1951 war er Forscher am Institut für Geschichte und Philosophie, anschließend Chef-Bibliothekar (1951–1954) und beigeordneter Direktor (1954–1959) der Klausenburger Zweigstelle der Akademiebibliothek. Er durfte keine eigenen Texte mehr veröffentlichen und konzentrierte sich auf Übersetzungen. Um diese Zeit vollendete er seine Übersetzung von Goethes Faust. 1958 erschien der erste Band der Werke Gotthold Ephraim Lessings in seiner Übersetzung. Er übersetzte sowohl klassische als auch moderne deutsche Texte.
Seine damals entstandenen Gedichte konnten erst nach seinem Tod veröffentlicht werden. Um diese Zeit entstand auch sein mit autobiographischen Zügen versehener Roman Luntrea lui Charon (Charons Kahn).

## Literaturpreise und Auszeichnungen

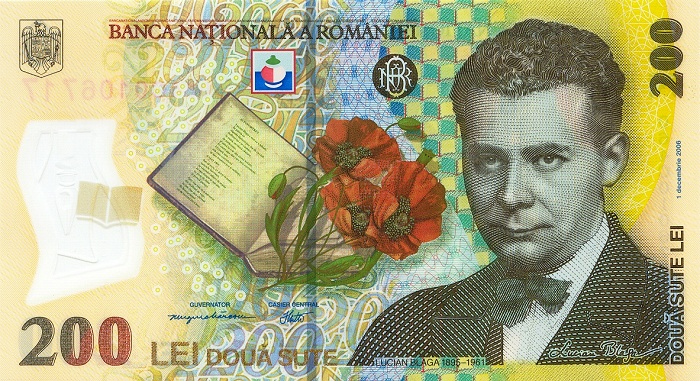
Blaga auf dem 200-Lei-Schein